# E ritorno da te
E ritorno da te è un singolo della cantante italiana Laura Pausini, pubblicato il 14 settembre 2001 come primo estratto dalla raccolta The Best of Laura Pausini - E ritorno da te.

## Descrizione
La musica è composta da Daniel Vuletic, mentre il testo è scritto da Laura Pausini e Cheope. La canzone viene tradotta in lingua spagnola con il titolo Volveré junto a ti (il cui adattamento è stato curato da Badia), inserita nell'album Lo mejor de Laura Pausini - Volveré junto a ti ed estratta come primo singolo in Spagna e in America Latina.

### Interpretazioni dal vivo
E ritorno da te viene eseguita in alcune esibizioni dal vivo da Laura Pausini insieme ad altri artisti: il 5 maggio 2004 in duetto con il cantante italiano Tiziano Ferro al PalaLottomatica di Roma, tappa del tour di Tiziano Ferro#111% Tour 2004/05 dí Tiziano Ferro; il 24 luglio 2012 in duetto con il cantante italiano Pino Daniele in Piazza del Plebiscito a Napoli, tappa dell'Inedito World Tour 2011-2012. Il 28 febbraio 2014 Laura Pausini esegue il brano Volveré junto a tí in duetto con il cantante messicano Mario Sandoval del duo Lu all'Arena Ciudad de México di Città del Messico, tappa del The Greatest Hits World Tour 2013-2015.

## Video musicale
Il video (in italiano e spagnolo) è stato diretto da Gabriele Muccino e girato a Los Angeles. Nel video recita nel ruolo di un fattorino Silvio Muccino, fratello del regista. Il video della canzone viene trasmesso in anteprima su Canale 5 il 20 settembre 2001.

## Tracce
CDS - Promo 2763 Warner Music Italia (2001)
1. E ritorno da te

CDS - Promo 3219 Warner Music Italia (2001)
1. E ritorno da te

CDS - Promo Warner Music Francia (2001)
1. E ritorno da te

CDS - 0927475142 Warner Music Italia (2001)
1. E ritorno da te
2. E ritorno da te (Instrumental)

CDS - 0927417672 Warner Music Italia (2001)
1. E ritorno da te
2. E ritorno da te (Instrumental)

CDS - Promo 2764 Warner Music Spagna (2001)
1. Volveré junto a ti

CDS - Promo Warner Music Colombia (2001)
1. Volveré junto a ti

CDS - 1428 Warner Music Messico (2001)
1. Volveré junto a ti
2. E ritorno da te

CDS - 1639 Warner Music USA (2001)
1. Volveré junto a ti
2. Volveré junto a ti (Brizz C. Mix)
3. Volveré junto a ti (Extended Mix)
4. E ritorno da te

CDS - Promo 2033 Warner Music Argentina (2001)
1. Volveré junto a ti (Laura Pausini)
2. Angelitos culones (Memphis)
3. Ella vendrá (Los Calzones)
4. Vals de los recuerdos (Ariel Roth)
5. Mentira (La Ley)
6. I'll Take The Rain (R.E.M.)
7. Crystal (New Order)

CDS - 505466136824 Warner Music Europa (2002)
1. E ritorno da te
2. Non c'è (New Version)
3. Tra te e il mare

CDS - 0927410922 Warner Music Italia (2002)
1. E ritorno da te
2. E ritorno da te (Instrumental)
3. Fiate de mi

CDS - 5050466708625 Warner Music Francia (2002)
1. In assenza di te
2. E ritorno da te

## Pubblicazioni
E ritorno da te viene inserita in una versione rinnovata nell'album 20 - The Greatest Hits del 2013; in versione Live nel DVD Live 2001-2002 World Tour del 2002 (video), negli album Live in Paris 05 del 2005 (audio e video), San Siro 2007 del 2007 (video), Laura Live World Tour 09 del 2009 (audio e video) e Fatti sentire ancora/Hazte sentir más del 2018 (video).
E ritorno da te viene inoltre inserita nelle compilation NRJ Music Awards 2003 del 2003 e Voices Of Love del 2005.
Volveré junto a ti viene inserita in una versione rinnovata nell'album 20 - Grandes Exitos del 2013; in versione nel DVD Live 2001-2002 World Tour del 2002 (video) e nell'album Laura Live Gira Mundial 09 del 2009 (audio e video).

## Formazione
- Laura Pausini: voce
- Dado Parisini: tastiera
- Riccardo Galardini: chitarra elettrica
- Massimo Varini: chitarra elettrica
- Gabriele Fersini: chitarra elettrica
- Giuseppe Pini: chitarra acustica
- Paolo Costa: basso
- Pier Foschi: batteria

## Riconoscimenti
Nel 2003 con il brano Volveré junto a ti Laura Pausini si aggiudica l'ASCAP Latin Music Awards nella categoria Miglior brano Pop del 2002.

## Classifiche
| Classifica (2001-02)    | Posizione massima |
| ----------------------- | ----------------- |
| Francia                 | 38                |
| Italia                  | 3                 |
| Paesi Bassi             | 20                |
| Romania                 | 51                |
| Stati Uniti Latin Songs | 11                |
| Svizzera                | 47                |

### Classifiche di fine anno
| Classifiche (2001) | Posizione |
| ------------------ | --------- |
| Italia             | 17        |

## Cover
Nel 2013 il gruppo spagnolo The Clone Band realizzano una cover di E ritorno da te inserendola nell'album Vivo per lei - Italian top songs.